# زمین‌لرزه ۱۹۹۶ دووال
زمین‌لرزه دووال  در تاریخ ۲ مه ۱۹۹۶ میلادی، برابر با ‎۱۳ اردیبهشت ۱۳۷۵، در ایالت واشنگتن ، منطقه شهرستان کینگ رخ داد.ژرفای این زلزله ۸ کیلومتر بود. بزرگی آن ۵٫۶ در مقیاس Mw بدست آمده‌است.